# Havřice
Havřice jsou částí města Uherský Brod. V minulosti bývaly samostatnou obcí, s vlastním obecním úřadem.
Havřicemi protéká řeka Olšava. V Havřicích je železniční zastávka Havřice. Je zde 13 ulic a 409 adres. PSČ je 688 01.

## Název
Jméno vesnice bylo odvozeno od nějakého osobního jména, jehož podobu nelze pro nedostatek starých dokladů bezpečně určit (snad Hauer, Habr nebo Habra). Místní jméno původně označovalo obyvatele, kteří byli v pravomoci člověka s oním jménem.

## Fotogalerie

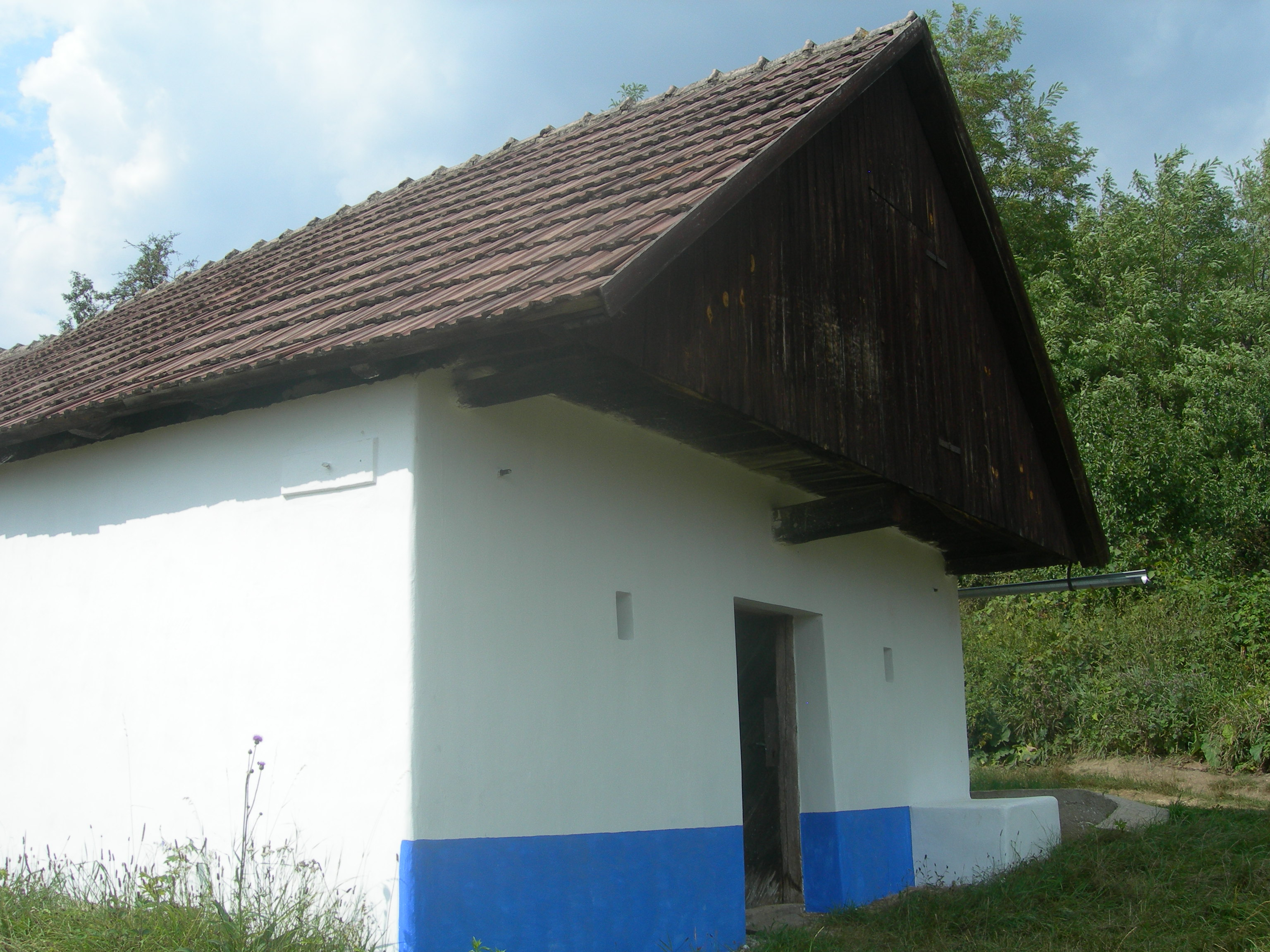
Vinařská stavba v lokalitě Vinohrady, v této části Havřic se v současné době víno nepěstuje.
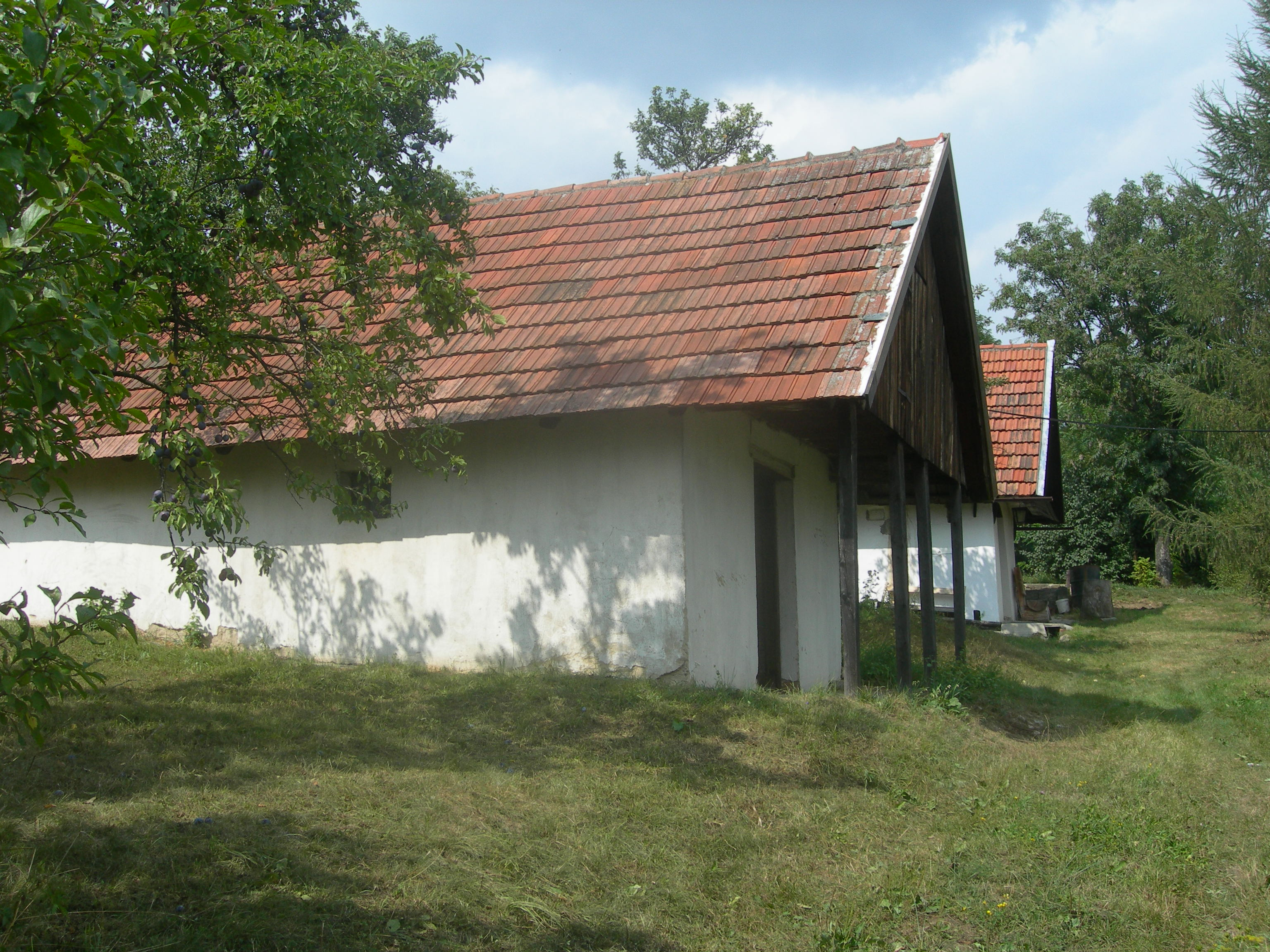
Další vinařská stavba
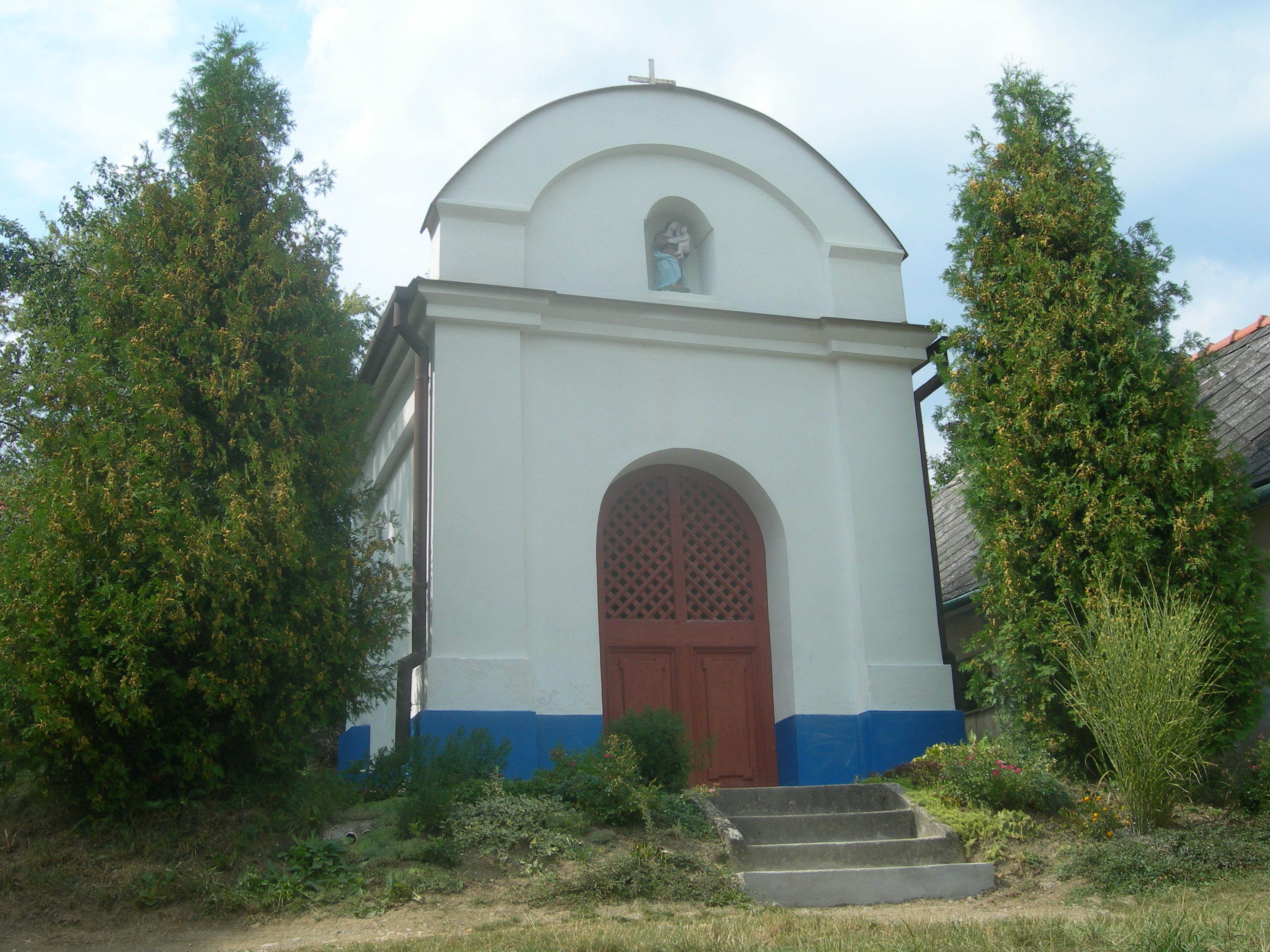
Ve Vinohradech se nachází kaplička ve stylu typickém pro Slovácko
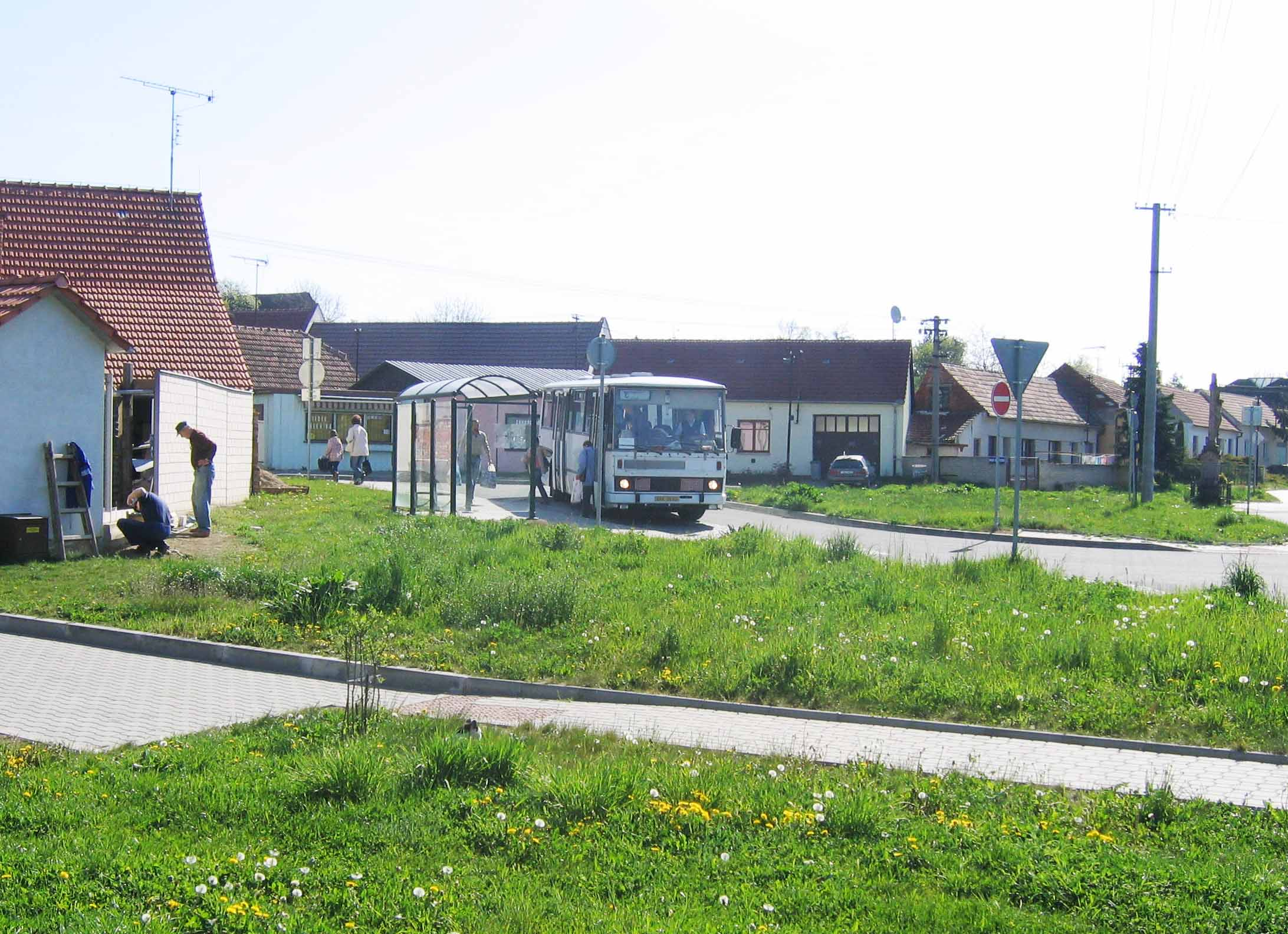
Autobusová zastávka u nákupního střediska a sportovní haly
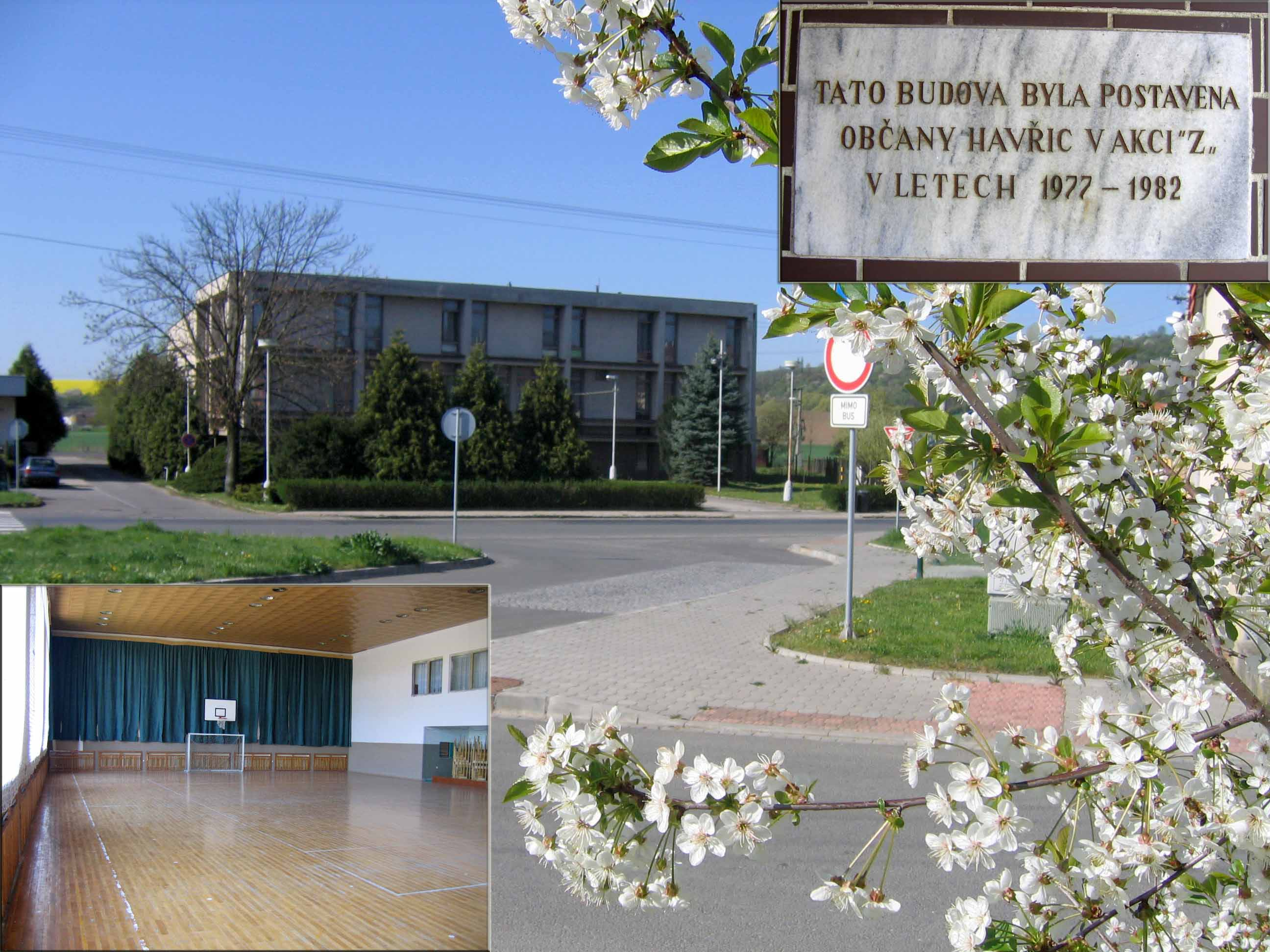
Víceúčelová sportovní hala
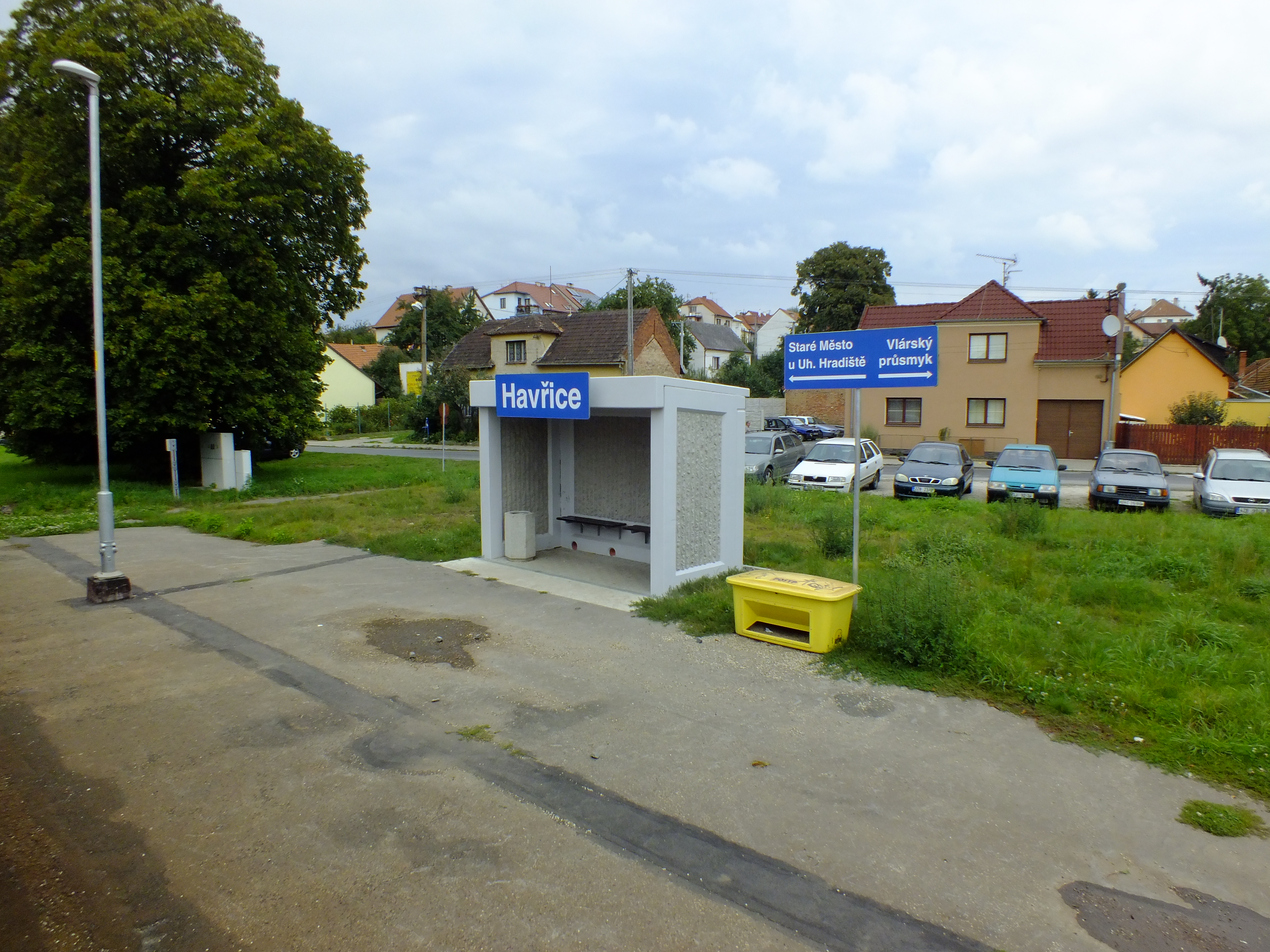
Železniční zastávka